# 宣城一号
宣城一号，是安徽省民营企业研制发射的首颗通讯遥感双模卫星。卫星由安徽宇呈数据技术有限公司主导研制，前后历时两年多。2022年3月5日14时01分，卫星在西昌卫星发射中心由长征二号丙运载火箭发射升空。该火箭的发射将为中华人民共和国商业卫星开启通信、遥感一体化在轨技术验证和应用模式创新。